# Jinan-yeoreum, gapjagi
Jinan-yeoreum, gapjagi (지난여름, 갑자기?; lett. "L'estate scorsa improvvisamente", noto internazionalmente come Suddenly Last Summer) è un mediometraggio sudcoreano, a tematica omosessuale, facente delle trilogia antologia uscita il 15 novembre 2012, composta anche da Baek-ya e Namjjog-euro ganda, diretta e seneggiata da Leesong Hee Il.

## Trama
Kyung-hoon è un professore omosessuale non dichiarato che sta tenendo diversi colloqui a domicilio con i genitori dei suoi studenti quando Sang-woo, un suo studente, irrompe in quella didascalica routine con la pretesa di passare del tempo con lui. Sebbene Kyung non vuole averlo attorno Sang lo ricatta, portandolo a cedere, con una foto di Kyung in un bar gay; il tutto nella convinzione che l'amore che sta provando per lui sia ricambiato (nonostante la cosa venga negata categoricamente da Kyung).

## Personaggi e interpreti
- Kyung-hoon, interpretato da Kim Young-jae
Professore di Sang-woo.
- Sang-woo, interpretato da Han Joo-wan
Allievo di Kyung-hoon innamorato di lui.